# Christen Andreas Fonnesbech

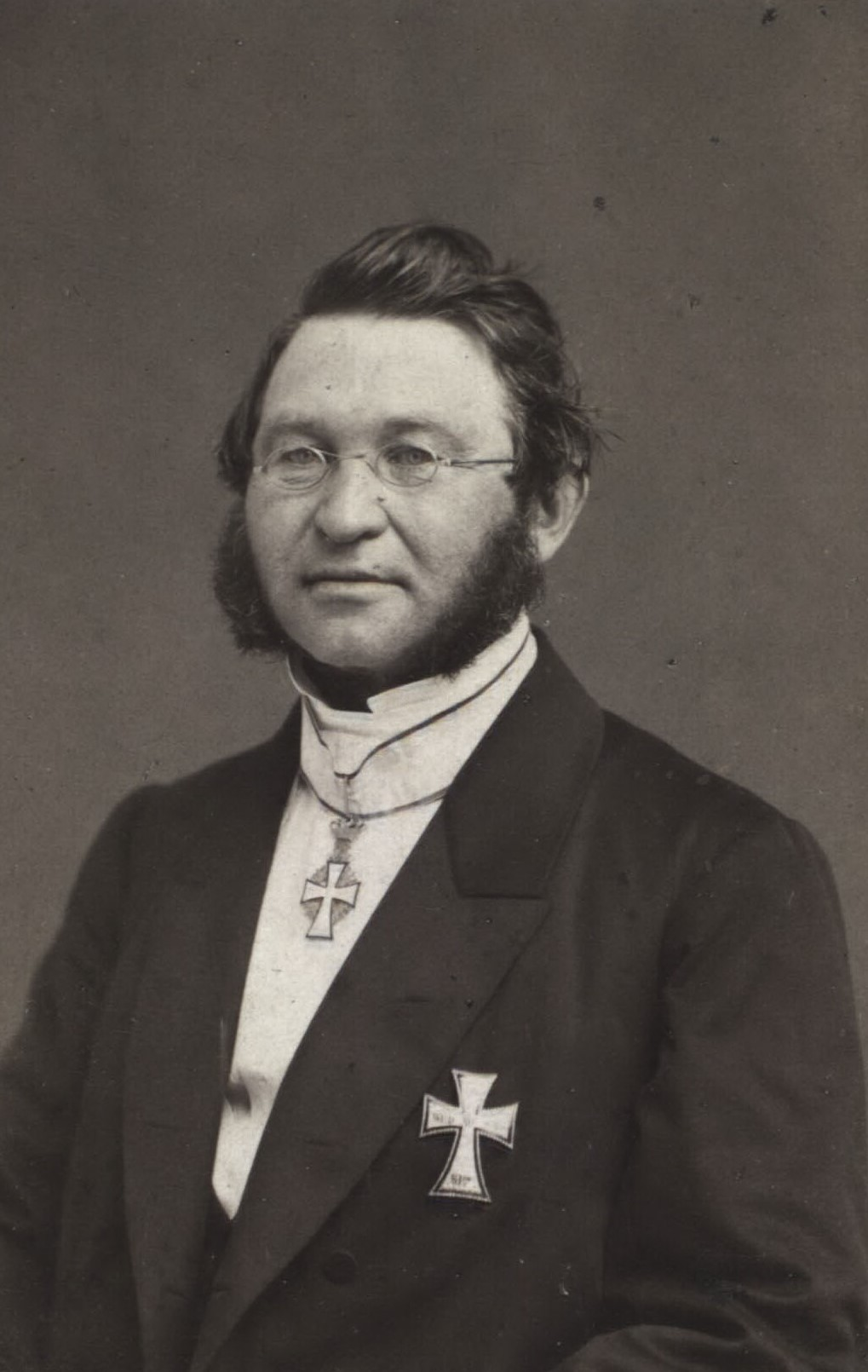
Christen Andreas Fonnesbech.

Christen Andreas Fonnesbech (Kopenhagen, 7 juli 1817 - aldaar, 17 mei 1880) was een Deens staatsman.

## Levensloop
Fonnesbech was de zoon van een rijke koopman en behaalde in 1840 een diploma rechten aan de Universiteit van Kopenhagen. Na zijn studies werd hij klerk in Hillerød, alvorens hij in 1843 zijn carrière als ambtenaar opgaf en het landgoed Vesterbygård in Holbæk kocht. In 1858 liet hij zich tot lid van de Folketing verkiezen en in 1863 werd hij tevens voorzitter van de stadsraad van Odense.
In de strijd tussen de nationaal-liberalen en de Vereniging van Boerenvrienden stelde Fonnesbech zich neutraal op, waardoor hij aan invloed begon te winnen. Toen Christian Emil Krag-Juel-Vind-Frijs op 6 november 1865 zijn kabinet samenstelde, kreeg hij de positie van minister van Financiën. In deze functie sprong hij behendig om met de zware opdrachten die hij kreeg. Van 6 tot 15 maart 1868 was hij ook ad interim minister van Geloofszaken.
Op 28 mei 1870 ruilde hij de bevoegdheid Financiën in voor Binnenlandse Zaken, nadat het kabinet van Ludvig Holstein-Holsteinborg was gevormd. In dit ambt vaardigde hij verschillende wetten uit die ondernemingen zonder winstoogmerk ten goede kwamen. Op 14 juli 1874 volgde Fonnesbech Holstein-Holsteinborg op als voorzitter van de ministerraad en werd hij eveneens opnieuw minister van Financiën. Hij was echter niet in staat om de linkse oppositie in de Folketing het hoofd te bieden en moest reeds op 11 juni 1875 aftreden, waarna hij de politiek verliet. In mei 1880 stierf Fonnesbech aan een slepende ziekte.